# Haunoldstein
Haunoldstein ist eine Gemeinde mit 1207 Einwohnern (Stand 1. Jänner 2025) im Bezirk St. Pölten in Niederösterreich.

## Geografie
Haunoldstein liegt im Mostviertel in Niederösterreich. Der Norden von Haunoldstein gehört zum Dunkelsteinerwald, dessen südlichsten Teil die Pielach durchschneidet. Im Süden des Gemeindegebietes schließt sich daran die erdgeschichtlich junge Pielach-Niederterrasse an.
Der wichtigste Fluss ist die Pielach, die das Gemeindegebiet von Osten nach Nordwesten durchfließt. Von Süden mündet die Sierning bei Eibelsau in die Pielach. Der tiefste Punkt der Gemeinde liegt im Nordosten an der Pielach 240 Meter über dem Meer. Südlich der Pielach erheben sich Steinbühel (313 m) und Sierninger Berg (323 m), der Schoissenberg im Norden ist 390 Meter hoch.
Die Fläche der Gemeinde umfasst zehn Quadratkilometer. Davon werden 68 Prozent landwirtschaftlich genutzt, 18 Prozent sind bewaldet.

### Gemeindegliederung
Das Gemeindegebiet umfasst folgende sieben Ortschaften (in Klammern Einwohnerzahl Stand 1. Jänner 2025):
- Eibelsau (18)
- Eidletzberg (3)
- Groß Sierning (533)
- Haunoldstein (372)
- Osterburg (7)
- Pielachhäuser (200)
- Pottschollach (74)

Die Gemeinde besteht aus den Katastralgemeinden Eibelsau, Groß Sierning, Haunoldstein und Osterburg.

### Nachbargemeinden
| Dunkelsteinerwald (ME) |                                             | Hafnerbach           |
| Loosdorf (ME)          | Kompassrose, die auf Nachbargemeinden zeigt |                      |
| Hürm (ME)              |                                             | Markersdorf-Haindorf |

## Geschichte

### Ortsgeschichte
Bei Grabungsarbeiten in den Jahren 1999 und 2000 wurden die Reste mehrerer vorgeschichtlicher Gehöfte freigelegt. Die Mehrzahl der Funde stammen aus der Frühen Bronzezeit (2300 bis 1600 vor Christus). Der Platz wurde auch in der mittleren Bronzezeit (1600 bis 1200) und in der Latènezeit (450 bis 0) benutzt. Die Wohn- und Wirtschaftsgebäude waren aus Holz, Lehm, Stroh und Schilf errichtet. Dazwischen lagen Vorrats- und Abfallgruben, in denen Geschirr wie Tassen, Schalen, Schüsseln, Töpfe und Großgefäße sowie Knochen und Geräte aus Geweih gefunden wurden. Auch eine auffällige Sonderbestattung wurde freigelegt. Ein junger Mann in traditioneller Hockerhaltung und direkt daneben ein Mädchen mit zwei Kleinkindern.
Eine Kirche auf dem weit sichtbaren Hügel in Haunoldstein wird bereits 1147 erwähnt. Der Ort wird 1161 erstmals in einer Bulle Papst Alexanders III. angeführt. Im Urkundenbuch des ehemaligen Chorherrenstiftes in Sankt Pölten wird 1235 Hunoldstain genannt. Ottokar II. Přemysl bestätigt 1257 dem Stift Lilienfeld den Besitz einer Mühle in Havnoltstein. Sprachwissenschaftlich deutet der Name auf eine Burg hin, die einem „Hunold“ gehörte. Mit „Stein“ wurde meist ein felsiger, wenig fruchtbarer Boden bezeichnet. Die Geschichte des Ortes ist eng verknüpft mit der Osterburg, die Ende des 12. Jahrhunderts entstand.
Die Burg war um 1200 im Besitz der Grafen von Peilstein. Graf Friedrich V von Peilstein, der Güter in Salzburg und Niederösterreich besaß, starb 1209 auf der Burg. In der zweiten Hälfte des 13. Jahrhunderts war sie im Besitz der Familie Häusler. Durch Heirat kam sie dann in den Besitz von Konrad Eisenbeutel, in der Mitte des 14. Jahrhunderts erbte sie das Geschlecht der Tursen von Tiernstein. 1405 baute Rudolf Tursen von Tiernstein die Burg aus. Nach mehrfachem Besitzerwechsel kaufte sie 1668 Graf Raimund von Montecuccoli, dem schon die benachbarte Burg Hohenegg gehörte. Da die Familie die Burg nicht bewohnte, verfiel die Burg. Im Jahr 1766 ließ Zeno Graf Montecuccoli die Wehranlagen und einen Teil der Wohnbauten abtragen und verwendete das Material zum Ausbau des Schlosses Mitterau. Die Ruine blieb bis 1983 im Besitz der Familie Montecuccoli, dann wurde sie von einer Privatperson gekauft und teilweise wieder bewohnbar gemacht.
Da 1731 die Reichsstraße südlich von Haunoldstein errichtet wurde, wuchs Großsierning zum Hauptort der Gemeinde. Die Bevölkerung lebte hauptsächlich von der Landwirtschaft. 1837 wurden in 15 Häusern 7 Pferde, 12 Ochsen, 40 Kühe, 100 Schafe und 36 Schweine gezählt. Neben der Viehzucht wurden Weizen, Korn Gerste und Hafer angebaut. Die Waren wurden größtenteils in St. Pölten verkauft. Als 1850 die Ortsgemeinde gebildet wurde, war Franz Thier erster Bürgermeister. Im Jahr 1938 wurde die Gemeinde elektrifiziert.
Am 22. September 2018 wurde das neue Gemeindeamt offiziell eröffnet.

### Einwohnerentwicklung
Nach dem Ergebnis der Volkszählung 2001 gab es 940 Einwohner. 1991 hatte die Gemeinde 852 Einwohner, 1981 789 und im Jahr 1971 700 Einwohner.
| Haunoldstein: Einwohnerzahlen von 1869 bis 2025     | Haunoldstein: Einwohnerzahlen von 1869 bis 2025 | Haunoldstein: Einwohnerzahlen von 1869 bis 2025 | Haunoldstein: Einwohnerzahlen von 1869 bis 2025 | Haunoldstein: Einwohnerzahlen von 1869 bis 2025 |
| --------------------------------------------------- | ----------------------------------------------- | ----------------------------------------------- | ----------------------------------------------- | ----------------------------------------------- |
| Jahr                                                |                                                 |                                                 |                                                 | Einwohner                                       |
| 1869                                                | 1869                                            |                                                 | 597                                             | 597                                             |
| 1880                                                | 1880                                            |                                                 | 635                                             | 635                                             |
| 1890                                                | 1890                                            |                                                 | 660                                             | 660                                             |
| 1900                                                | 1900                                            |                                                 | 630                                             | 630                                             |
| 1910                                                | 1910                                            |                                                 | 706                                             | 706                                             |
| 1923                                                | 1923                                            |                                                 | 721                                             | 721                                             |
| 1934                                                | 1934                                            |                                                 | 646                                             | 646                                             |
| 1939                                                | 1939                                            |                                                 | 613                                             | 613                                             |
| 1951                                                | 1951                                            |                                                 | 659                                             | 659                                             |
| 1961                                                | 1961                                            |                                                 | 634                                             | 634                                             |
| 1971                                                | 1971                                            |                                                 | 700                                             | 700                                             |
| 1981                                                | 1981                                            |                                                 | 789                                             | 789                                             |
| 1991                                                | 1991                                            |                                                 | 852                                             | 852                                             |
| 2001                                                | 2001                                            |                                                 | 940                                             | 940                                             |
| 2011                                                | 2011                                            |                                                 | 1.034                                           | 1.034                                           |
| 2021                                                | 2021                                            |                                                 | 1.240                                           | 1.240                                           |
| 2025                                                | 2025                                            |                                                 | 1.207                                           | 1.207                                           |
| Quelle(n): Statistik Austria, Gebietsstand 1.1.2021 |                                                 |                                                 |                                                 |                                                 |

## Kultur und Sehenswürdigkeiten

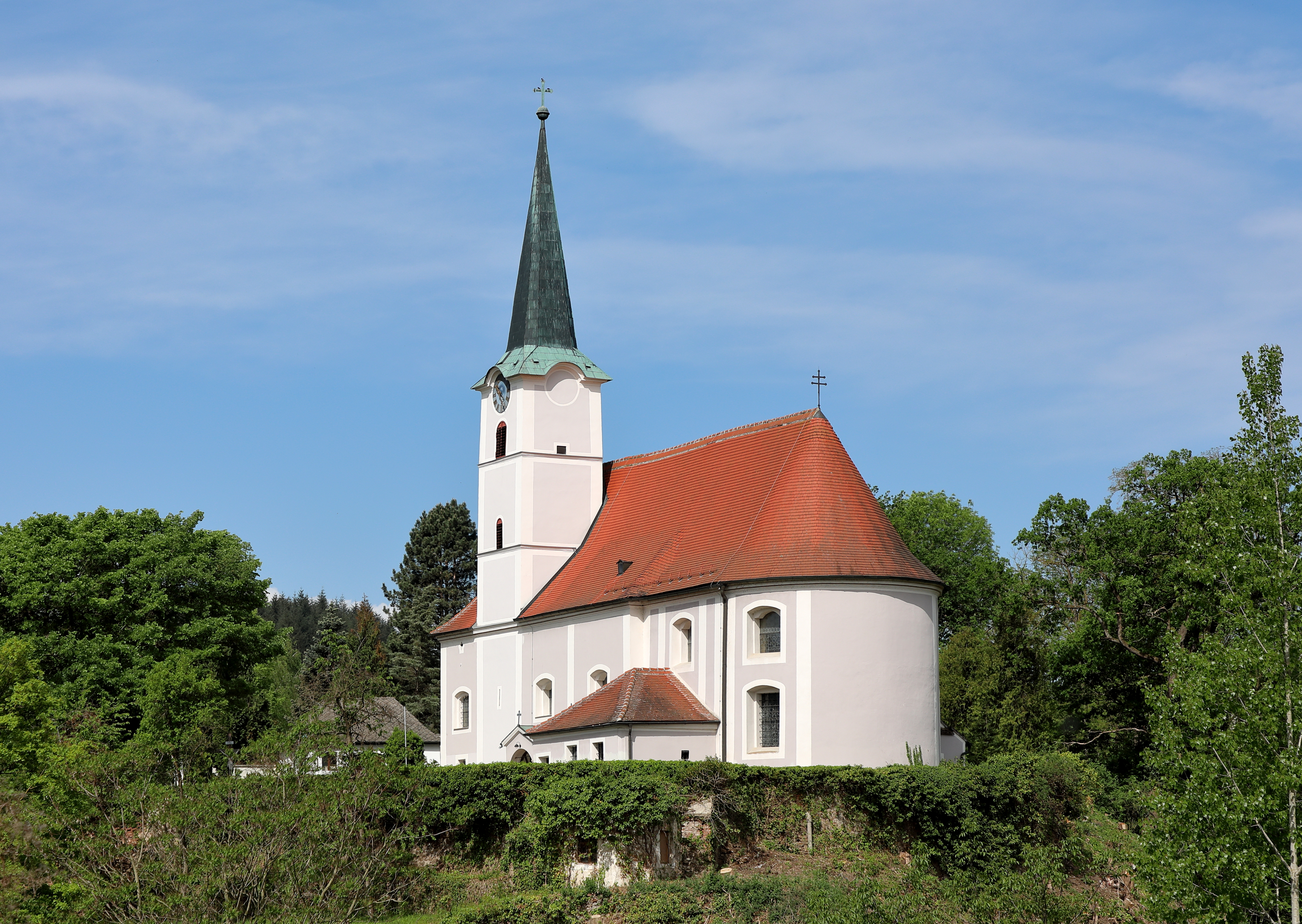
Pfarrkirche Haunoldstein

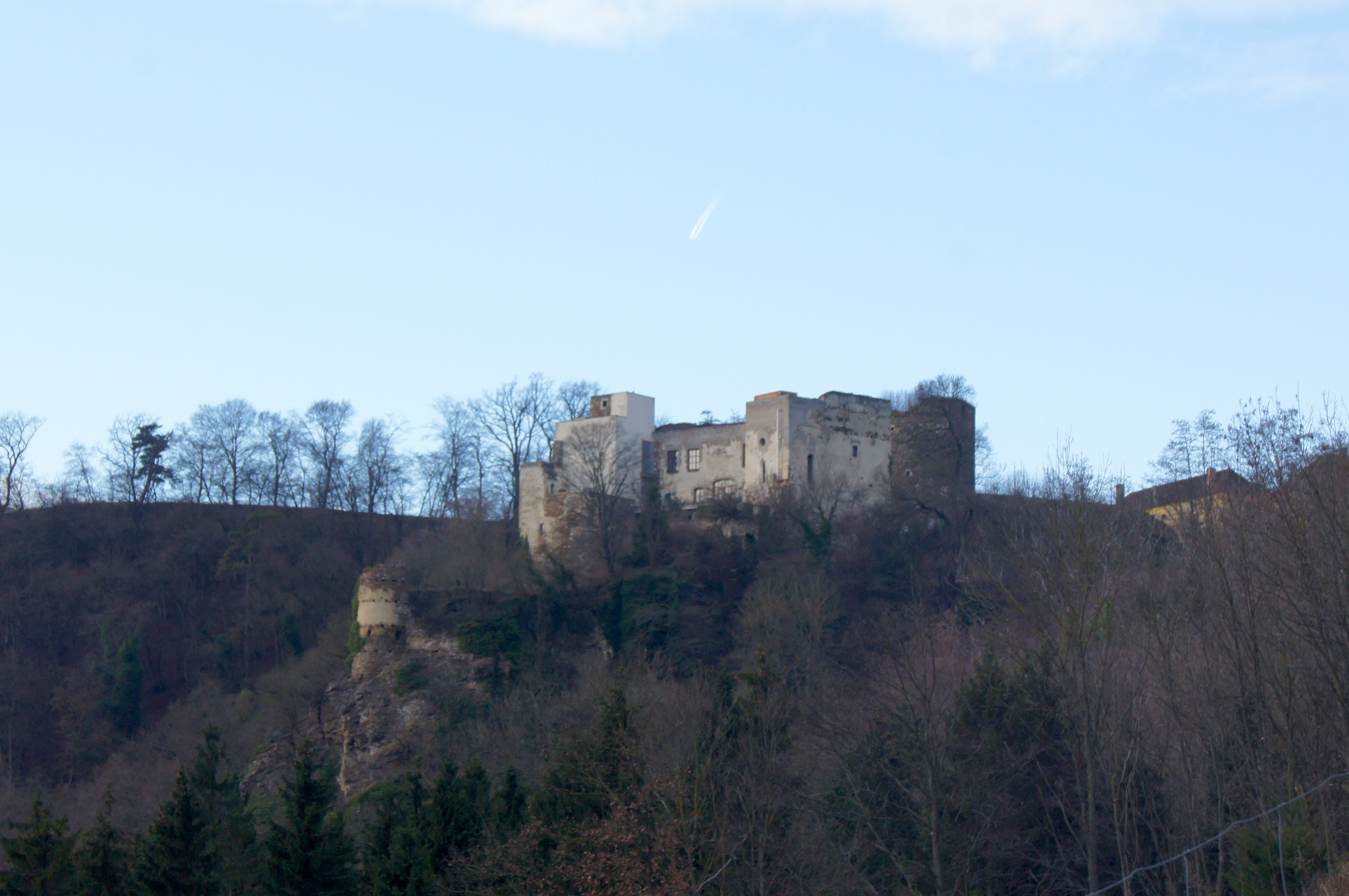
Burgruine Osterburg (bei Haunoldstein).

- Katholische Pfarrkirche Haunoldstein hl. Michael: Die in erhöhter Lage errichtete Kirche war von einem Friedhof umgeben und hat eine gotische Bausubstanz aufzuweisen. Die Errichtung des Turmes und die Langhauseinwölbung erfolgte um 1580. Der Chor und das westliche Joch des Langhauses wurden 1745 gebaut und der Turmhelm stammt aus dem Ende des 19. Jahrhunderts.
- Ruine Osterburg
- historische Katinger Mühle, 2019 abgerissen

## Wirtschaft und Infrastruktur

### Wirtschaftssektoren
Von den 23 landwirtschaftlichen Betrieben des Jahres 2010 wurden vierzehn im Haupt- und neun im Nebenerwerb geführt. Im Produktionssektor arbeiteten 19 Erwerbstätige in der Bauwirtschaft. Die wichtigsten Arbeitgeber des Dienstleistungssektors waren die Bereiche soziale und öffentliche Dienste (26) und Beherbergung und Gastronomie (18 Mitarbeiter).
| Wirtschaftssektor            | Anzahl Betriebe | Anzahl Betriebe | Erwerbstätige | Erwerbstätige |
| Wirtschaftssektor            | 2011            | 2001            | 2011          | 2001          |
| ---------------------------- | --------------- | --------------- | ------------- | ------------- |
| Land- und Forstwirtschaft 1) | 23              | 27              | 16            | 22            |
| Produktion                   | 8               | 5               | 24            | 22            |
| Dienstleistung               | 44              | 22              | 63            | 45            |

1) Betriebe mit Fläche in den Jahren 2010 und 1999

### Arbeitsmarkt, Pendeln
Im Jahr 2011 lebten 544 Erwerbstätige in Haunoldstein. Davon arbeiteten 73 in der Gemeinde, 87 Prozent pendelten aus.

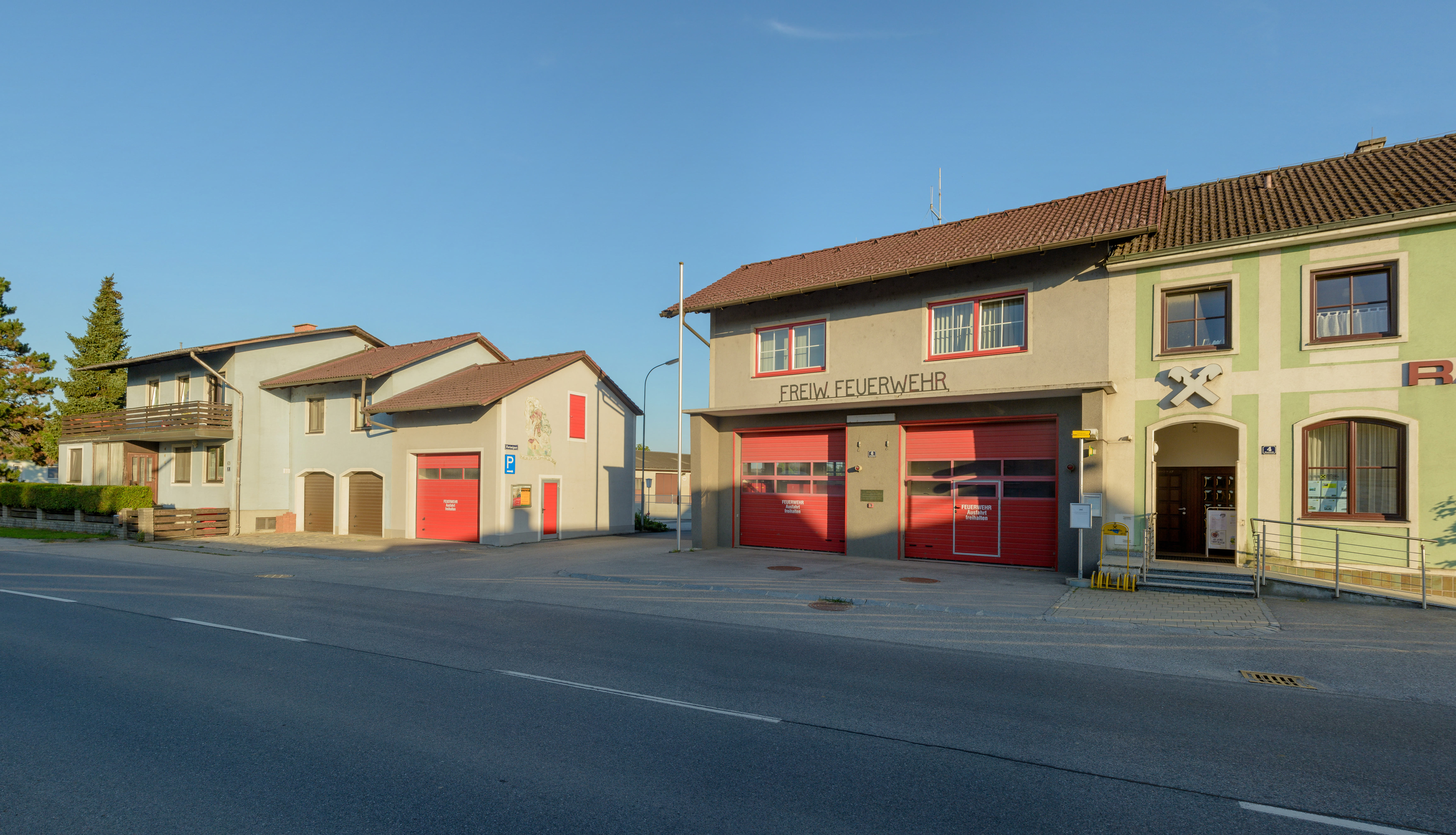
Das Feuerwehrhaus

### Freiwillige Feuerwehr
Die FF Haunoldstein wurde im Jahre 1888 gegründet. Das Feuerwehrhaus befindet sich direkt an der B1 in Groß Sierning. Der Mannschaftsstand umfasst etwa 80 Feuerwehrmitglieder.

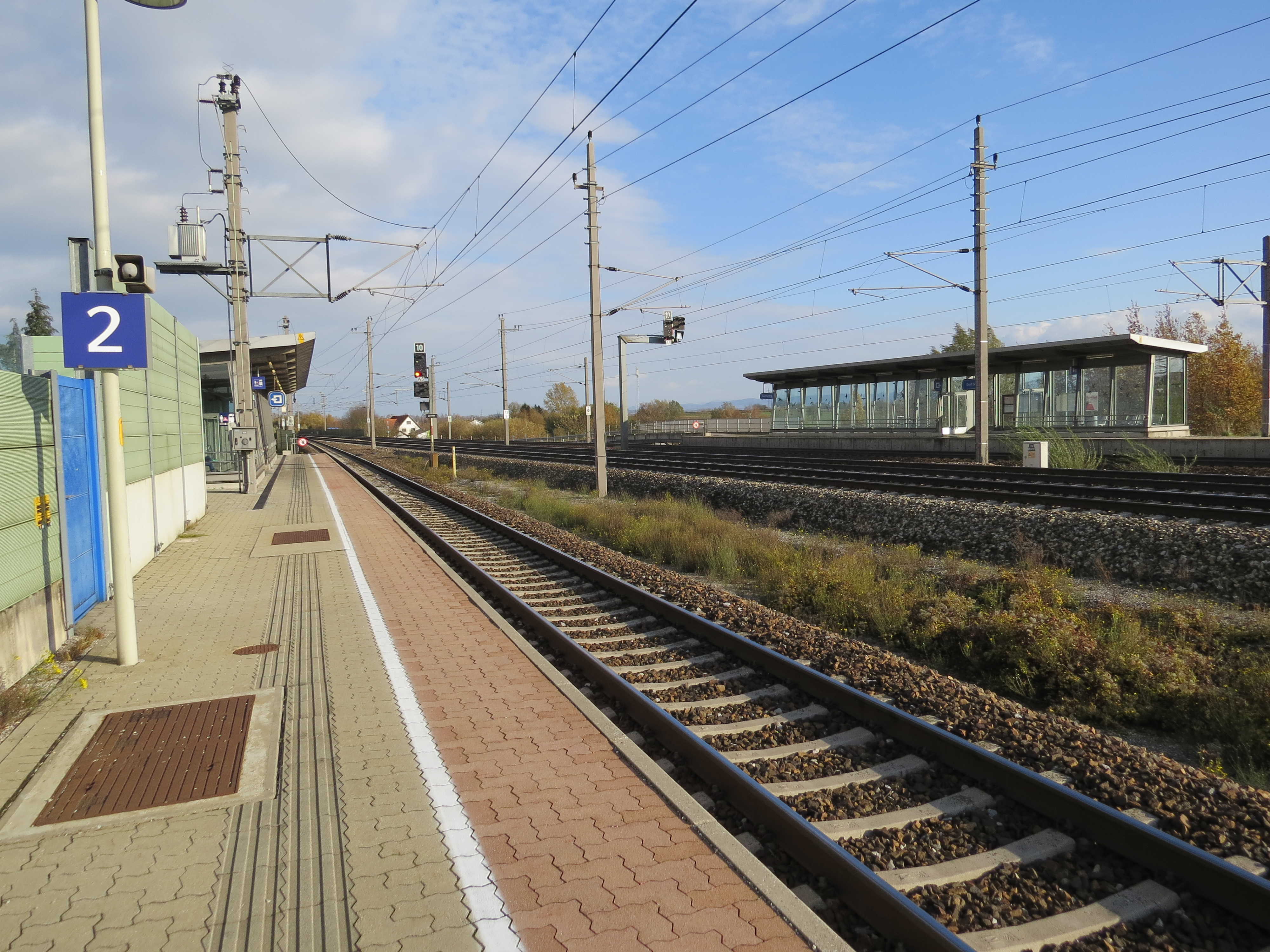
Bahnstation Groß Sierning

### Verkehr
- Bahn: Durch das Gemeindegebiet verläuft die Westbahn. Vom Bahnhof Groß Sierning gibt es stündliche Schnellbahnverbindungen nach St. Pölten und Pöchlarn.[14]
- Straße: Durch Groß Sierning führt die Wiener Straße B1 von Wien nach Salzburg. Die West Autobahn A1 berührt das Gemeindegebiet im Süden.

### Öffentliche Einrichtungen
In Haunoldstein befindet sich ein Kindergarten und eine Volksschule.

## Politik

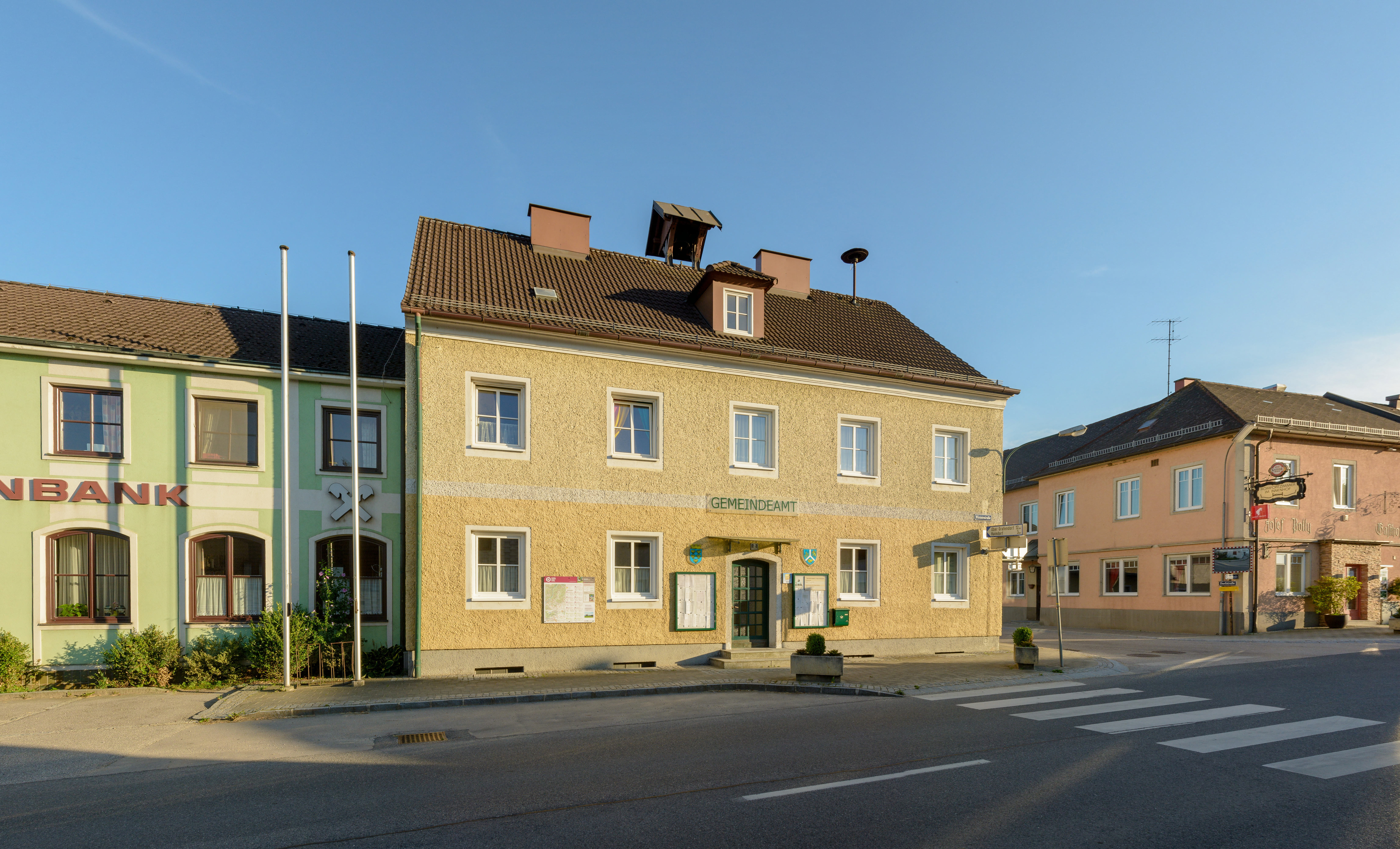
Ehemaliges Gemeindeamt an der Bundesstraße B1

### Gemeinderat
Im Gemeinderat gibt es nach der Gemeinderatswahl 2020 bei insgesamt 19 Sitzen folgende Mandatsverteilung: ÖVP 14, SPÖ 3 und FPÖ 2.
| Partei | 2020    | 2020    | 2015  | 2015    | 2010  | 2010    | 2005  | 2005    |
| Partei | Prozent | Mandate | %     | Mandate | %     | Mandate | %     | Mandate |
| ------ | ------- | ------- | ----- | ------- | ----- | ------- | ----- | ------- |
| ÖVP 1) | 73,02   | 14      | 65,75 | 13      | 63,52 | 10      | 54,21 | 8       |
| SPÖ    | 15,23   | 3       | 13,34 | 2       | 20,00 | 3       | 33,23 | 5       |
| FPÖ    | 11,75   | 2       | 20,91 | 4       | 16,48 | 2       | 12,56 | 2       |

1) Die ÖVP trat 2020 unter dem Namen „Volkspartei Haunoldstein“ an.

### Bürgermeister
Bürgermeister seit 1850 waren:
- 1850–1859 Franz Thier
- 1859–1875 Ferdinand Schrattenholzer
- 1875–1905 Anton Herbst
- 1905–1929 Franz Ertl
- 1930–1938 Johann Hainzl
- 1938–1945 Karl Furtner
- 1945–1946 Josef Stefka
- 1946–1947 Anton Pechhacker
- 1947–1950 Karl Kubala
- 1950–1970 Hubert Griber
- 1970–1994 Ferdinand Hierner
- 1994–2004(?) Karl Furtner
- seit 2004(?) Hubert Luger

Bürgermeister der Gemeinde ist Hubert Luger, Vizebürgermeister Josef Anzenberger und Amtsleiterin Manuela Damböck.

### Wappen
Die NÖ. Landesregierung hat mit Bescheid vom 28. März 1983, gemäß § 4 Abs. 1 der NÖ. Gemeindeordnung 1973, das nachstehend beschriebene Wappen der Gemeinde Haunoldstein verliehen: Ein durch eine silberne gestürzte Deichsel geteilter blauer Schild, der im ersten und dritten Feld mit drei von einer Hand gehaltenen Ähren, dem Deichselarm unterschoben, und im zweiten Feld mit einem rotbezungten, bewehrten goldenen Panther belegt ist.
„Die goldene Hand versinnbildlicht die arbeitende Bevölkerung, die Ähren den ländlichen Charakter der Gemeinde. Der Panther war das Wappen des ersten schriftlich genannten Besitzers der Osterburg, Graf Peilstein, und die silberne Deichsel ist das Symbol für die Flüße Pielach und Sierning.“
Zugleich wurden die vom Gemeinderat der Gemeinde Haunoldstein festgesetzten Gemeindefarben „Blau-Weiß-Gelb“ genehmigt.